# Абай (Карасайский район)
Абай (каз. Абай) — село в Карасайском районе Алматинской области Казахстана. Входит в состав Райымбекского сельского округа. Расположено в 10 км к востоку от города Каскелен, на левом берегу реки Аксай. Код КАТО — 195253200.
В селе работала крупная птицефабрика. Позже её закрыли (снесли), построив на её месте коттеджный городок.

## Население
В 1999 году население села составляло 4492 человека (2187 мужчин и 2305 женщин). По данным переписи 2009 года, в селе проживало 10439 человек (5276 мужчин и 5163 женщины).